# Gorintō

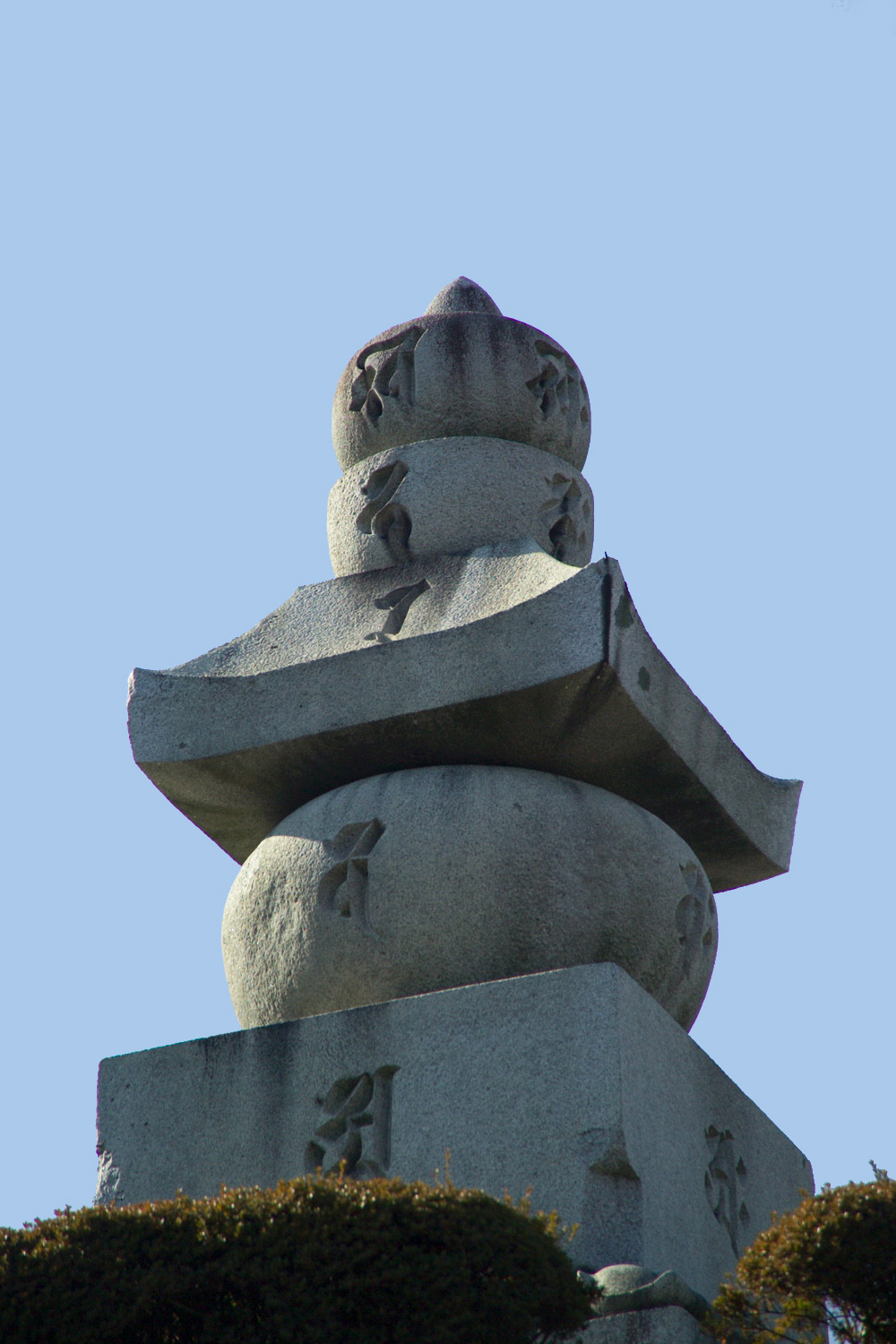
Un gorintō colocado por encima del Mimizuka con inscripciones sánscritas.

Gorintō (五輪塔 lit. «Torre de cinco anillos»?) es un tipo japonés de pagoda budista que se cree que fue adoptado por primera vez por los Shingon y Tendai durante el período medio de Heian. Se usa con fines funerarios o conmemorativos y, por ende, es común encontrarlos en templos budistas y cementerios. También se les conoce como gorinsotōba o gorinsotoba (五輪卒塔婆, estupa de cinco anillos) o goringedatsu (五輪解脱), donde el término "sotoba" es una transliteración de la palabra sánscrita "estupa". La estupa era originalmente una estructura u otro edificio sagrado que contenía una reliquia de Buda o de un santo, y su forma podía variar bastante según la época y el país donde se encontraba. Comúnmente también se pueden encontrar tiras de madera de ofrendas con cinco subdivisiones y cubiertas con inscripciones elaboradas, también llamadas sotoba, en las tumbas de los cementerios japoneses. Las inscripciones contienen sūtra y el nombre póstumo de la persona muerta. Las sotoba se pueden considerar variantes de las estupas.